# 城南村 (兵庫県飾磨郡)
城南村（じょうなんむら）は、兵庫県飾磨郡にあった村。現在の姫路市中心部の東方から南東にかけての市川右岸にあたる。

## 地理
- 河川：市川、外堀川

城南校区（現・姫路市立白鷺小中学校の校区の西半分）とは重ならない。

## 歴史
- 1912年（明治45年）4月1日 - 国衙村の一部（大字庄田・南条および北条・豊沢の各一部）・市殿村の一部（大字阿保および市之郷の一部）が合併して発足。
- 1935年（昭和10年）10月1日 - 姫路市に編入。同日城南村廃止。

## 行政

### 村長
- 堀川恭平[1][2]

## 経済

### 産業
企業
- 姫路倉庫[3][4] - 設立は1910年3月[3][4]。営業目的は倉庫業[4]。
- 福島紡績姫路支店[4] - 設立は1897年12月[4]。営業目的は綿糸製造販売[4]。

## 出身人物
- 牛尾友次（農業、城南村会議員、保證責任城陽信用購買販売利用組合理事[5]） - 豊沢の人[2]。

## 交通

### 鉄道路線
村域を山陽本線・播但線が通過したが、駅は所在しなかった。

### 道路
- 国道2号